# Wickrange
Wickrange är en ort i Luxemburg.   Den ligger i distriktet Luxemburg, i den södra delen av landet, 11 kilometer sydväst om huvudstaden Luxemburg. Wickrange ligger 295 meter över havet och antalet invånare är 111.
Terrängen runt Wickrange är platt.  Runt Wickrange är det ganska tätbefolkat, med 108 invånare per kvadratkilometer.. Närmaste större samhälle är Luxemburg, 11,0 kilometer nordost om Wickrange. 
I omgivningarna runt Wickrange växer i huvudsak blandskog.